# Колопіно
Коло́піно (рос. Колопино, ерз. Колапа) — село у складі Краснослободського району Мордовії, Росія. Адміністративний центр Колопінського сільського поселення.
Населення — 546 осіб (2010; 552 у 2002).
Національний склад (станом на 2002 рік):
- мокшани — 95 %